# Winona LaDuke
Winona LaDuke (Los Ángeles, 18 de agosto de 1959) es una ambientalista, economista y escritora estadounidense, conocida por su trabajo en la reivindicación y preservación de las tierras tribales, así como en el desarrollo sustentable. En una entrevista realizada en diciembre de 2018, también se describió a sí misma como una cultivadora industrial de cáñamo.
En 1996 y 2000, se postuló para vicepresidenta como candidata del Partido Verde de los Estados Unidos, con una candidatura encabezada por Ralph Nader. Es la directora ejecutiva de Honor the Earth, una organización indígena de defensa del medio ambiente que desempeñó un papel activo en las protestas del oleoducto Dakota Access.

## Carrera y activismo

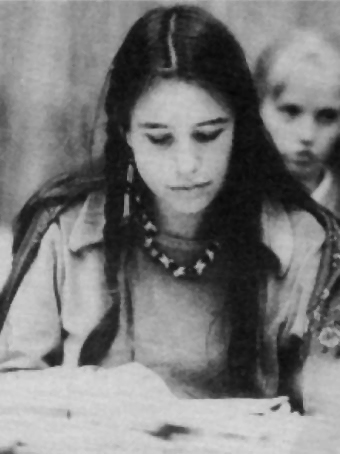
Winona Laduke en su juventud.

LaDuke se convirtió en activista en la década de 1980. En 1985 ayudó a fundar la Red de Mujeres Indígenas. Trabajó con la organización WARN (Women of All Red Nations) para dar a conocer la esterilización forzada de las mujeres americanas nativas.
Luego se involucró en la lucha por recuperar tierras para la tribu anishinaabe en Kansas. Un tratado de 1867 con los Estados Unidos había proporcionado originalmente un territorio de más de 860.000 acres para la Reserva Indígena Tierra Blanca. La Ley Nelson de 1889 fue un intento de asimilar a los anishinaabe mediante la adopción de un modelo europeo-estadounidense de agricultura de subsistencia, y las tierras tribales comunales se asignaron a hogares individuales. El gobierno estadounidense, luego de implementar esta ley, permitió la venta de terrenos remanentes a no nativos. Además, muchos anishinaabe vendieron sus tierras individualmente a lo largo de los años. Estos elementos hicieron que la tribu perdiera el control de la mayor parte de sus tierras. A mediados del siglo XX, la tribu tenía sólo una décima parte de la tierra dentro de su reserva.
En 1989, LaDuke fundó el Proyecto de Recuperación de Tierra Blanca (WELRP) en Minnesota con las ganancias de un premio de derechos humanos otorgado por Reebok. El objetivo era volver a comprar tierras dentro de la reserva que habían sido compradas por personas no pertenecientes a la tribu y crear empresas que proporcionaran trabajo a los anishinaabe. Para el año 2000, la fundación había comprado 1200 acres, que mantenía en un fideicomiso de conservación para su eventual cesión a la tribu.
La organización sin fines de lucro también está trabajando para reforestar las tierras y revivir el cultivo de arroz silvestre, un alimento tradicional ancestral. Comercializa este y otros productos tradicionales, como el maíz, la mermelada, la salchicha de búfalo y otros productos. Ha iniciado un programa de conservación de la lengua ojibwe y de los búfalos, además de un proyecto de energía eólica.

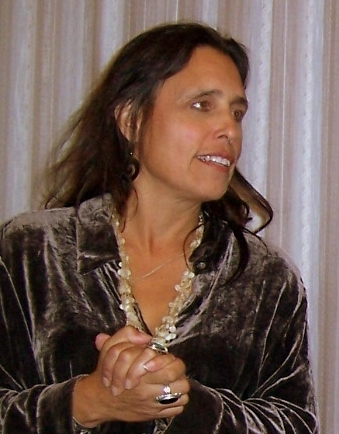
LaDuke en 2009

LaDuke también es Directora Ejecutiva de Honor the Earth, una organización que cofundó con el dúo de folk-rock Indigo Girls en 1993. La misión de la organización es:

Crear conciencia y apoyo para los asuntos ambientales de los nativos y desarrollar los recursos financieros y políticos necesarios para la supervivencia de las comunidades nativas sostenibles. Honor the Earth desarrolla estos recursos utilizando la música, las artes, los medios de comunicación y la sabiduría indígena para pedirle a la gente que reconozca nuestra dependencia conjunta de la tierra y que sea una voz para aquellos que no son escuchados.

En 2016, LaDuke participó en las protestas del oleoducto Dakota Access, participando en los campos de resistencia en Dakota del Norte y hablando con los medios de comunicación sobre el tema.
En julio de 2019, LaDuke se involucró activamente en el rechazo ante la construcción del oleoducto "Sandpiper"  y otros megaproyectos cerca de cuerpos de agua y a través de la reserva Leach Lake. En la Convención Nacional de Audubon, Milwaukee, estuvo a cargo del discurso de apertura, donde mencionó estos temas.

## Obras publicadas
- Last Standing Woman (1997)
- All our Relations: Native Struggles for Land and Life (1999)
- Recovering the Sacred: the Power of Naming and Claiming (2005)
- The Militarization of Indian Country (2013)
- The Sugar Bush (1999)
- The Winona LaDuke Reader: A Collection of Essential Writings (2002)
- All Our Relations: Native Struggles for Land and Life (2016)